# Сердеж (Кировская область)
Се́рдеж — село в Яранском районе Кировской области, административный центр Сердежского сельского поселения.

## География
Расположено на расстоянии примерно 23 км по прямой на восток от города Яранск.

## История
Дата основания — 1715 год. Стало селом в 1816 году. Деревянная церковь освящена в 1792 году, Петропавловская каменная церковь построена в 1820 году. В 1873 году учтено было село Сердеж (Сосновское), 44 двора и 255 жителей и деревня Сердеж, 20 дворов и 237 жителей. В 1905 году разделение сохранялось, в целом проживало 558 жителей в 94 дворах. В 1926 году в Сердеже было 152 двора и 633 жителя, в 1950 105 и 352, в 1989 476 жителей.

## Население
Постоянное население составляло 386 человек (русские 88%) в 2002 году, 318 в 2010.

## Инфраструктура

### Достопримечательности
- Петропавловская церковь